# Mistrzostwa Ameryki Południowej w Zapasach 2011
VIII Mistrzostwa rozegrano w dniach 15-17 grudnia 2011 w Buenos Aires. 

## Tabela medalowa
Gospodarz zawodów został zaznaczony kolorem.
| Poz.  | Państwo   |    |    |    | Łącznie |
| ----- | --------- | -- | -- | -- | ------- |
| 1.    | Peru      | 6  | 5  | 0  | 11      |
| 2.    | Argentyna | 5  | 5  | 8  | 18      |
| 3.    | Ekwador   | 4  | 3  | 2  | 9       |
| 4.    | Chile     | 3  | 3  | 2  | 8       |
| 5.    | Brazylia  | 2  | 4  | 5  | 11      |
| Razem | Razem     | 20 | 20 | 17 | 57      |

## Wyniki

### W stylu klasycznym
| Waga   | złoty              | srebrny          | brązowy          | brązowy        |
| ------ | ------------------ | ---------------- | ---------------- | -------------- |
| 55 kg  | Jefferson Mayea    | Cristóbal Torres | Santiago Pezzuto | ----           |
| 60 kg  | Paul Sobrado       | Andrés Montaño   | Arley Machado    | Nehuén Melita  |
| 66 kg  | Milton Guallapa    | Gil Leon Silva   | Marcelo Castro   | Milton Faundes |
| 74 kg  | Sixto Barrera      | Nibaldo Candia   | ----             | ----           |
| 84 kg  | Guillermo Martínez | Ronison Santiago | ----             | ----           |
| 96 kg  | Yuri Maier         | Ricardo Cárdenas | Boris Cabezas    | ----           |
| 120 kg | Andrés Ayub        | Rubén Walesberg  | ----             | ----           |

### W stylu wolnym
| Waga   | złoty           | srebrny          | brązowy                   | brązowy          |
| ------ | --------------- | ---------------- | ------------------------- | ---------------- |
| 55 kg  | Pablo Benítez   | André Quispe     | Wellington Pinto da Silva | Santiago Pezzuto |
| 60 kg  | Sebastián Pérez | Jefferson Mayea  | Francisco Ramos           | ----             |
| 66 kg  | José Alvarado   | Andrés Montaño   | Rafael Aparecido          | Alfredo Silva    |
| 74 kg  | Yoan Blanco     | José Ambrocio    | Wilson Medina             | Daniel Malvino   |
| 84 kg  | Alberto Burgos  | Sebastián Reiss  | ----                      | ----             |
| 96 kg  | Yuri Maier      | Ricardo Cárdenas | Boris Cabezas             | ----             |
| 120 kg | Piero Burgos    | Daniel Klibansky | ----                      | ----             |

### W stylu wolnym kobiet
| Waga  | złoty             | srebrny                 | brązowy         |
| ----- | ----------------- | ----------------------- | --------------- |
| 48 kg | Thalía Mallqui    | Eluney Melita           | Tania Regina    |
| 51 kg | Mayara Graciano   | Claudia Soledad Cabrera | ----            |
| 55 kg | Lissette Antes    | Camila Fama             | Romina González |
| 59 kg | Laís Nunes        | Diana Cruz              | Maia Salinas    |
| 63 kg | Janet Sobero      | Dailane Gomes Dos Reis  | ----            |
| 67 kg | Luz Clara Vázquez | Ingrid Chávez           | ----            |